# Pont-Flambart
Pour les articles homonymes, voir Pont (toponyme).
Pont-Flambart est une ancienne commune française du département de la Manche. Commune éphémère érigée à la Révolution française, elle est supprimée avant 1800 et rattachée à Lengronne.
Son bourg correspond à l'actuel lieu-dit la Chapelle.

## Sources
- Des villages de Cassini aux communes d'aujourd'hui, « Notice communale : Pont-Flambart », sur ehess.fr, École des hautes études en sciences sociales (consulté le 4 juillet 2021).